# 凯莉·菲尔默
凯莉·菲尔默（英語：Caileigh Filmer，1996年12月18日—），加拿大女子赛艇运动员。她曾代表加拿大参加2016年和2020年夏季奥林匹克运动会赛艇比赛，其中2020年奥运会获得一枚铜牌。